# 松田岳夫
松田 岳夫（まつだ たけお、1961年10月13日 - ）は、東京都出身の元サッカー選手、サッカー指導者。JFA 公認S級コーチ。

## 来歴
指導者としては、読売ベレーザ監督時代にL・リーグ前期準優勝。L・リーグカップ1999優勝、第11回後期優勝に導いた。また、ベレーザではリーグ・リーグ杯・選手権の3冠に導いた。
2007年にJFA公認S級ライセンスを取得。
2009年に東京ヴェルディユースの監督に就任、同年10月に東京Vのトップチーム監督に就任。
2010年2月1日より、帰省中の交通事故による負傷の癒えないヴィタヤ・ラオハクルの後を引き継いでガイナーレ鳥取監督に就任。同年ガイナーレ鳥取をJFL優勝・J2昇格に導いたが、2011年12月1日に鳥取から来期の契約を更新しない旨が発表された。
2012年より、FC琉球監督に就任。同年シーズン終了後に監督を退任。
2013年より、ASエルフェン埼玉監督に就任。2014年11月22日付で来期の契約を結ばないことを合意した。
2015年より、INAC神戸レオネッサ監督に就任。
2017年11月、契約満了によりINAC神戸の監督を退任した。
2018年1月、関東サッカーリーグ1部に所属する栃木ウーヴァFCのヘッドコーチに就任した。同年シーズン終了後、契約満了により退任。
2019年、福島ユナイテッドFC監督に就任。
2020年12月25日、マイナビ仙台レディースの監督に就任し、2023年5月1日まで指揮を執った。
2023年6月30日、日テレ・東京ヴェルディベレーザの監督に就任した。同年日テレ・東京ヴェルディベレーザをWEリーグ初優勝に導いたが、優勝翌日契約満了により来期の契約を結ばず退任することが発表された。同年6月2日にセレッソ大阪ヤンマーレディースの監督に就任した。

## 所属クラブ
- 日本大学高校
- 日本大学
- 1984年 - 1990年：富士通サッカー部（現 川崎フロンターレ）

## 個人成績
| 国内大会個人成績 | 国内大会個人成績 | 国内大会個人成績 | 国内大会個人成績 | 国内大会個人成績             | 国内大会個人成績 | 国内大会個人成績 | 国内大会個人成績 | 国内大会個人成績 | 国内大会個人成績 | 国内大会個人成績 | 国内大会個人成績 |
| 年度             | クラブ           | 背番号           | リーグ           | リーグ戦                     | リーグ戦         | リーグ杯         | リーグ杯         | オープン杯       | オープン杯       | 期間通算         | 期間通算         |
| 年度             | クラブ           | 背番号           | リーグ           | 出場                         | 得点             | 出場             | 得点             | 出場             | 得点             | 出場             | 得点             |
| 日本             | 日本             | 日本             | 日本             | リーグ戦                     | リーグ戦         | JSL杯            | JSL杯            | 天皇杯           | 天皇杯           | 期間通算         | 期間通算         |
| ---------------- | ---------------- | ---------------- | ---------------- | ---------------------------- | ---------------- | ---------------- | ---------------- | ---------------- | ---------------- | ---------------- | ---------------- |
| 1984             | 富士通           |                  | JSL2部           |                              |                  |                  |                  |                  |                  |                  |                  |
| 1985             | 富士通           |                  | JSL2部           |                              |                  |                  |                  |                  |                  |                  |                  |
| 1986             | 富士通           |                  | JSL2部           |                              |                  |                  |                  |                  |                  |                  |                  |
| 1987             | 富士通           | 6                | JSL2部           | 12                           | 0                | 0                | 0                |                  |                  |                  |                  |
| 1988-89          | 富士通           | 6                | JSL2部           | 10                           | 0                | 1                | 0                |                  |                  |                  |                  |
| 1989-90          | 富士通           | 6                | JSL2部           | 3                            | 0                | 0                | 0                |                  |                  |                  |                  |
| 通算             | 日本             | 日本             | JSL2部           | \|\|\|\|\|\|\|\|\|\|\|\|\|\| |                  |                  |                  |                  |                  |                  |                  |
| 総通算           | 総通算           | 総通算           | 総通算           | \|\|\|\|\|\|\|\|\|\|\|\|\|\| |                  |                  |                  |                  |                  |                  |                  |

## 指導者経歴
- 1992年 - 1994年： 読売ベレーザコーチ
- 1995年： ヴェルディジュニアコーチ
- 1996年： ヴェルディユースコーチ
- 1997年： 読売西友ベレーザコーチ
- 1998年 - 1999年： 読売ベレーザ監督
- 2000年 - 2002年： ヴェルディジュニアユース監督
- 2003年： ヴェルディジュニア監督
- 2005年 - 2008年： 日テレ・ベレーザ監督
- 2009年 東京ヴェルディ
  - 2009年 - 同年10月： ユース監督
  - 2009年10月 - 同年12月： トップチーム監督
- 2010年 - 2011年： ガイナーレ鳥取監督
- 2012年： FC琉球監督
- 2013年 - 2014年： ASエルフェン埼玉監督
- 2015年 - 2017年： INAC神戸レオネッサ監督
- 2018年： 栃木ウーヴァFCヘッドコーチ
- 2019年 - 2020年： 福島ユナイテッドFC監督
- 2021年 - 2023年： マイナビ仙台レディース監督
- 2023年 - 2025年： 日テレ・東京ヴェルディベレーザ監督
- 2025年 - 現在： セレッソ大阪ヤンマーレディース監督

## 監督成績
| 年度    | 所属              | クラブ                         | リーグ戦 | リーグ戦 | リーグ戦 | リーグ戦 | リーグ戦 | リーグ戦 | カップ戦 | カップ戦      |
| 年度    | 所属              | クラブ                         | 試合     | 勝点     | 勝       | 分       | 敗       | 順位     | リーグ杯 | 皇后杯/天皇杯 |
| ------- | ----------------- | ------------------------------ | -------- | -------- | -------- | -------- | -------- | -------- | -------- | ------------- |
| 1998    | L                 | 読売ベレーザ                   | 18       | -        | 14       | -        | 4        | 準優勝   | ベスト4  | ベスト8       |
| 1999    | L                 | NTVベレーザ                    | 14       | 32       | 10       | 2        | 2        | 準優勝   | 優勝     | 優勝          |
| 2005    | L1                | 日テレ・ベレーザ               | 21       | 57       | 18       | 3        | 0        | 優勝     | -        | 優勝          |
| 2006    | なでしこ1部・上位 | 日テレ・ベレーザ               | 17       | 44       | 14       | 2        | 1        | 優勝     | -        | ベスト4       |
| 2007    | なでしこ1部       | 日テレ・ベレーザ               | 21       | 53       | 17       | 2        | 2        | 優勝     | 優勝     | 優勝          |
| 2008    | なでしこ1部       | 日テレ・ベレーザ               | 21       | 53       | 17       | 2        | 2        | 優勝     | -        | 優勝          |
| 2009    | J2                | 東京ヴェルディ                 | 7        | 14       | 4        | 2        | 1        | 7位      | -        | 2回戦敗退     |
| 2010    | JFL               | ガイナーレ鳥取                 | 34       | 77       | 24       | 5        | 5        | 優勝     | -        | 2回戦敗退     |
| 2011    | J2                | ガイナーレ鳥取                 | 38       | 31       | 8        | 7        | 23       | 19位     | -        | 3回戦敗退     |
| 2012    | JFL               | FC琉球OKINAWA                  | 32       | 43       | 12       | 7        | 13       | 9位      | -        | 1回戦敗退     |
| 2013    | チャレンジ        | ASエルフェン狭山FC             | 22       | 59       | 19       | 2        | 1        | 2位      | -        | 3回戦敗退     |
| 2014    | なでしこ1部       | ASエルフェン埼玉               | 24       | 35       | 9        | 2        | 13       | 8位      | -        | 3回戦敗退     |
| 2015    | なでしこ1部       | INAC神戸レオネッサ             | 23       | 42       | 14       | 5        | 4        | 3位      | -        | 優勝          |
| 2016    | なでしこ1部       | INAC神戸レオネッサ             | 18       | 37       | 12       | 1        | 5        | 2位      | GL敗退   | 優勝          |
| 2017    | なでしこ1部       | INAC神戸レオネッサ             | 18       | 39       | 12       | 3        | 3        | 2位      | ベスト4  | 3回戦敗退     |
| 2019    | J3                | 福島ユナイテッドFC             | 34       | 43       | 13       | 4        | 17       | 11位     | -        | 県予選敗退    |
| 2020    | J3                | 福島ユナイテッドFC             | 34       | 39       | 11       | 6        | 17       | 13位     | -        | -             |
| 2021-22 | WE                | マイナビ仙台レディース         | 20       | 31       | 9        | 4        | 7        | 5位      | -        | 4回戦敗退     |
| 2022-23 | WE                | マイナビ仙台レディース         | 14       | 17       | 5        | 2        | 7        | 7位      | GS敗退   | 4回戦敗退     |
| 2023-24 | WE                | 日テレ・東京ベレーザ           | 22       | 46       | 13       | 7        | 2        | 3位      | GS敗退   | ベスト8       |
| 2024-25 | WE                | 日テレ・東京ベレーザ           | 22       | 51       | 16       | 3        | 3        | 優勝     | GS敗退   | ベスト4       |
| 2025/26 | WE                | セレッソ大阪ヤンマーレディース |          |          |          |          |          |          |          |               |

- 2009年は10月より（順位は最終順位）
- 2022-23シーズンは14節で解任（順位は14節時点）

## 獲得タイトル
- 日テレ・東京ヴェルディベレーザ
  - なでしこリーグ：4回 (2005年、2006年、2007年、2008年)
  - 皇后杯全日本女子サッカー選手権大会：4回 (1999年、2005年、2007年、2008年)
  - L・リーグカップ：1回 (1999年)
  - なでしこリーグカップ：1回 (2007年)
  - L・リーグ後期優勝：1回 (1999年)
  - なでしこスーパーカップ：2回 (2005年、2007年)
  - WEリーグ：1回 (2024-25)
- ガイナーレ鳥取
  - JFL：1回 (2010年)
- INAC神戸レオネッサ
  - 皇后杯全日本女子サッカー選手権大会：2回 (2015年、2016年)

## 参照
1. ↑  監督交代、松田岳夫新監督就任のお知らせ J’s GOALアーカイブ.2009.10.14、2017年12月11日閲覧。
2. ↑  松田 岳夫 氏 FC琉球 監督就任のお知らせ ガイナーレ鳥取公式サイト.2011.12.15付、2017年12月11日閲覧。
3. ↑  松田 岳夫監督 来季の契約について ガイナーレ鳥取オフィシャルホームページ.2011年12月1日付、2017年12月11日閲覧。
4. ↑  鳥取の松田監督がFC琉球の監督に就任 ゲキサカ.2011年12月15日付、2017年12月11日閲覧。
5. ↑  ザ・スポーツ FC琉球 松田監督辞任へ QAB琉球朝日放送.2012年10月22日付、2017年12月11日閲覧。
6. ↑  トップチーム新監督に松田岳夫氏が就任 & 練習環境の整備 ASエルフェン狭山FCオフィシャルホームページ 2012年12月27日付[リンク切れ]
7. ↑  インフォメーション 松田監督との来季契約について ちふれASエルフェン埼玉交際サイト.2014年11月22日付、2017年12月11日閲覧。
8. ↑  松田岳夫 新監督 就任のお知らせ INAC神戸レオネッサ公式サイト.2014年12月29日付、2017年12月11日閲覧。
9. ↑  松田岳夫監督契約満了のお知らせ INAC神戸レオネッサ公式サイト.2017.11.18付、2017年12月11日閲覧。
10. ↑  松田岳夫氏 ヘッドコーチ就任のお知らせ 栃木ウーヴァFC公式サイト. 2018年2月10日閲覧
11. ↑  松田岳夫ヘッドコーチ契約満了のお知らせ 栃木ウーヴァFC公式サイト. 2018年11月30日閲覧
12. ↑  松田岳夫氏 来季監督就任のお知らせ 福島ユナイテッドFC. 2018年12月28日閲覧
13. ↑  『マイナビ仙台レディース 初代監督に松田岳夫氏が就任決定』（プレスリリース）ベガルタ仙台、2020年12月25日。2021年1月28日閲覧。
14. ↑  『松田岳夫 監督就任のお知らせ』（プレスリリース）日テレ・東京ヴェルディベレーザ、2023年6月30日。2023年7月18日閲覧。
15. ↑  Co.,Ltd, livedoor (2025年5月17日). “ベレーザがWEリーグ初制覇！ 最終節までもつれたI神戸との優勝争いを制す”. サッカーキング. 2025年5月20日閲覧。
16. ↑  Co.,Ltd, livedoor (2025年5月18日). “WEリーグ初優勝から一夜明け…東京NB、松田岳夫監督の退任を発表”. サッカーキング. 2025年5月20日閲覧。
17. ↑  『松田 岳夫氏 監督就任について』（プレスリリース）セレッソ大阪ヤンマーレディース、2025年6月2日。